# Valerio Scanu (album)
Valerio Scanu, pubblicato il 16 ottobre 2009 su etichetta EMI, è il secondo lavoro discografico ed il primo album del cantante italiano Valerio Scanu. Realizzato durante l'estate 2009, l'album è stato anticipato dal singolo Ricordati di noi. L'album viene certificato disco d'oro per le oltre 35 000 copie vendute.
Il 4 dicembre 2009 è uscita la Valerio Scanu Christmas Edition, contenente i 7 brani contenuti nell'edizione originale del CD, più due bonus track (Non dirmi no e Per te) e due inediti (Pioggia e fuoco e Chiusa dentro me).
Nello stesso mese di dicembre è iniziato il Valerio Scanu Tour.

## Tracce

### Standard Edition
CD, download digitale
1. Lacrima – 3:49 (Emanuele Asti; edizioni musicali Conte Max di Emanuele Asti)
2. Ricordati di noi – 3:31 (Saverio Grandi e Antonio Calò; edizioni musicali Bollicine Edizioni Musicali Srl, Sm Publishing (Italy) Srl, Warner Chappell Music Italiana)
3. Dicono ke 6 1 Stupida – 3:22 (Emanuele Asti; edizioni musicali Conte Max di Emanuele Asti)
4. Polvere di stelle – 3:23 (Federica Camba, Daniele Coro; edizioni musicali Warner Chappell Music Italiana)
5. Esisti tu – 3:22 (testo: Alan Sorrenti – musica: Alan Sorrenti, Matteo Saggese; edizioni musicali Ala Bianca Group Srl)
6. Cancellalo amore – 3:08 (Michael Holbrook Penniman Jr.. Desmond Child, J David Marr [versione originale in inglese]; Emanuele Asti [adattamento testo in italiano]) – Titolo Originale: Erase
7. Could It Be Magic – 4:00 (Barry Manilow, Adrienne Anderson)

Durata totale: 24:35

### Christmas Edition
CD, download digitale
- Ha in aggiunta 4 brani in chiusura

1. Per te – 3:39 (testo: Francesco Adessi, Annaluisa Giansante – musica: Annaluisa Giansante, Enrico Palmosi)
2. Non dirmi no – 4:14 (Vittorio Grigolo, Valerio Calisse; edizioni musicali Romus Edizioni Musicali Srl)
3. Pioggia e fuoco – 3:37 (testo: Don Black – musica: Giora Aminadav Linenberg) – Titolo originale: All That Is Left
4. Chiusa dentro me – 4:05 (testo: Marc Wallace Jordan – musica: Giora Aminadav Linenberg) – Titolo originale: No Regrets

## Formazione
- Valerio Scanu - voce
- Luca Visigalli - basso
- Diego Corradin - batteria
- Luca Mattioni - tastiera
- Rossano Eleuteri - basso
- Daniele Coro - chitarra, pianoforte
- Simone Borghi - banjo
- Paolo Petrini - ukulele

## Classifiche
| Classifica (2009) | Posizione massima |
| ----------------- | ----------------- |
| Italia            | 2                 |